# 九头蛇 (漫威漫画)
九頭蛇（英語：Hydra），是一個漫威漫画所創造的虛構恐怖组织，在第二次世界大戰時期由一名德国的納粹黨將軍約翰·施密特創立，口號為「九頭蛇萬歲！」（"Hail, Hydra!"）。
九頭蛇的任務是消滅所有不服從納粹黨的人類，重建社會秩序，或挑選服從九頭蛇的精英，製造大型災難，消滅大多數的人類，然後重建社會秩序。他們鄙視自由放蕩的人類，認為封建有秩序的社會才是完美的。

## 历史
九頭蛇的傳說可以追溯到希腊神话，但在现代的历史上却是隶属于第二次世界大战时期纳粹德国旗下的一個协助阿道夫·希特勒的科学家团队。根据神话，九头蛇被斩掉一个头，会在同一个地方长出新的两个头来，由此不息，而九头蛇军团则表示如同九头蛇一般生生不息，一个头目被做掉后，又会重新出现新的头目。
在二战时期，九頭蛇曾被美国队长摧毁其中一个头目红骷髅。二战胜利后，当人们以为九头蛇军团也随着纳粹一般走入坟墓时，实际上九头蛇军团却以让人意想不到的方式渗透入战后成立的神盾局至今。

## 影視作品
- 「红骷髅」約翰·施密特：納粹黨成員，九頭蛇的首位領袖，亦是組織的創始人。（被宇宙魔方驅逐到佛米爾星作為靈魂寶石的守護者）
- 阿尼姆·索拉：組織的首席科學家，在二戰時期被美軍捕獲，最後被招進神盾局時在內部重建組織。（病逝，但將其人格和記憶輸入電腦成為人工智慧，最後遭飛彈摧毀）
- 沃夫岡·馮·史特拉克男爵：德國男爵，前神盾局特工，組織現代的領導人。（死亡）
- 丹尼爾·懷特霍爾：德國科學家，也是二戰時的領導人之一，在被戰略科學軍團捕獲後被神盾局的內部人士放出，在科學力量下重獲年輕。（死亡）
- 亞歷山大·皮爾斯：世界安全理事會部長，神盾局前任局長，尼克的老戰友，在神盾局中備受尊重，實質上卻是九頭蛇的高層幹部。（死亡）
- 「交叉骨」布洛克·朗姆洛：前神盾局反擊小組的隊長，為九頭蛇工作，在三飛飾總部撞塌後被埋在廢墟中，搶救回來後因全身燒傷而需穿著裝甲來行動，最後淪為了恐怖份子。在奈及利亞自爆。（死亡）
- 瓦希里·卡爾波夫：前蘇聯軍官，九頭蛇成員，對酷寒戰士執行催眠程式的監管人。在現代被齊莫男爵淹死。（死亡）
- 酷寒戰士： 原名為巴基·巴恩斯，美國隊長二戰時的摰友兼戰友，在一次任務中掉下山崖而生死不明，被阿尼姆·索拉救活、改造並冼腦成寒冬戰士，在過去七十年間曾暗殺霍華·史塔克等多名在日後可能威脅九頭蛇的人士。（脱離組織）

### 登場作品
- 《美國隊長：復仇者先鋒》
- 《神盾局特工》
- 《卡特探員》
- 《美國隊長2：酷寒戰士》
- 《復仇者聯盟2：奧創紀元》
- 《蟻人》
- 《美國隊長3：英雄內戰》
- 《復仇者聯盟4：終局之戰》
- 《汪達幻視》
- 《無限可能：假如…？》

### 登場遊樂設施
- 鐵甲奇俠飛行之旅
- 蟻俠與黃蜂女：擊戰特攻！